# Åhléns
Åhléns (spreek uit: o-leens) is de grootste Zweedse warenhuisketen die in elke grote stad in Zweden één of meerdere winkels heeft. Zo zijn er alleen in Stockholm al 15 winkels. Åhléns is op meerdere gebieden marktleider in Zweden. Het bedrijf opereert onder meer op de gebieden Mode (Dam, Herr, Barn), Cosmetica (Skönhet) en Spullen voor in huis (Hem & inredning).

## Geschiedenis
Al in 1899 begon het bedrijf als Åhlén & Holm als postorderbedrijf vanuit het dorp Insjön. Toen het bedrijf begon uit te dijen verhuisde het hoofdkantoor in 1915 naar de wijk Södermalm in  Stockholm.  In 1932 werd het eerste warenhuis onder de naam Tempo geopend op Östermalmstorg. De postorderactiviteiten werden in 1960 beëindigd. In de jaren '70 en '80 groeide de keten fors uit en had elk groter centrum een filiaal met restaurant. In 1985 kregen alle filialen van de keten de naam Åhléns.
In 1976 telde Åhléns & Holm 201 warenhuizen onder de namen EPA en Tempo. In 1977 werden de EPA-warenhuizen hernoemd naar Tempo. Op plaatsen waar een dubbeling voorkwam werd een filiaal gesloten. In 1980 was het aantal filialen gedaald naar 129. 
In 1988 werd het bedrijf gekocht door Axel Johnson AB.
In 2009 bedroeg de omzet van Åhléns City 6202 miljoen SEK in winkels en de winst was 216 miljoen SEK.
In 2020 waren er nog 50 filialen over in Zweden.
Op 7 april 2017 werd het filiaal in het centrum van Stockholm, Åhléns City, bij een aanslag geramd door een vrachtauto.

## Noorwegen
Naast de Zweedse filialen had de keten sinds 1989 filialen in Noorwegen. In 2015 maakte het bedrijf bekend om zich binnen twee jaar uit Noorwegen terug te trekken en de 30 Noorse filialen te sluiten.